# بورتريه رامبرانت

كانت العشرات من الصور الذاتية لرامبرانت جزءًا مهمًا من أعماله. رسم رامبرانت ما يقارب المئة صورة شخصية بما في ذلك أكثر من أربعين لوحة، وواحد وثلاثون نقشًا وحوالي سبع رسومات؛ يظل البعض غير متأكد فيما يتعلق بهوية إما الموضوع (في الغالب منقوشات) أو الفنان (في الغالب اللوحات)، أو تعريف الصورة. كان هذا رقمًا كبيرًا جدًا لأي فنان حتى تلك اللحظة، وحوالي 10٪ من أعماله في كل من الرسم والنقش. 

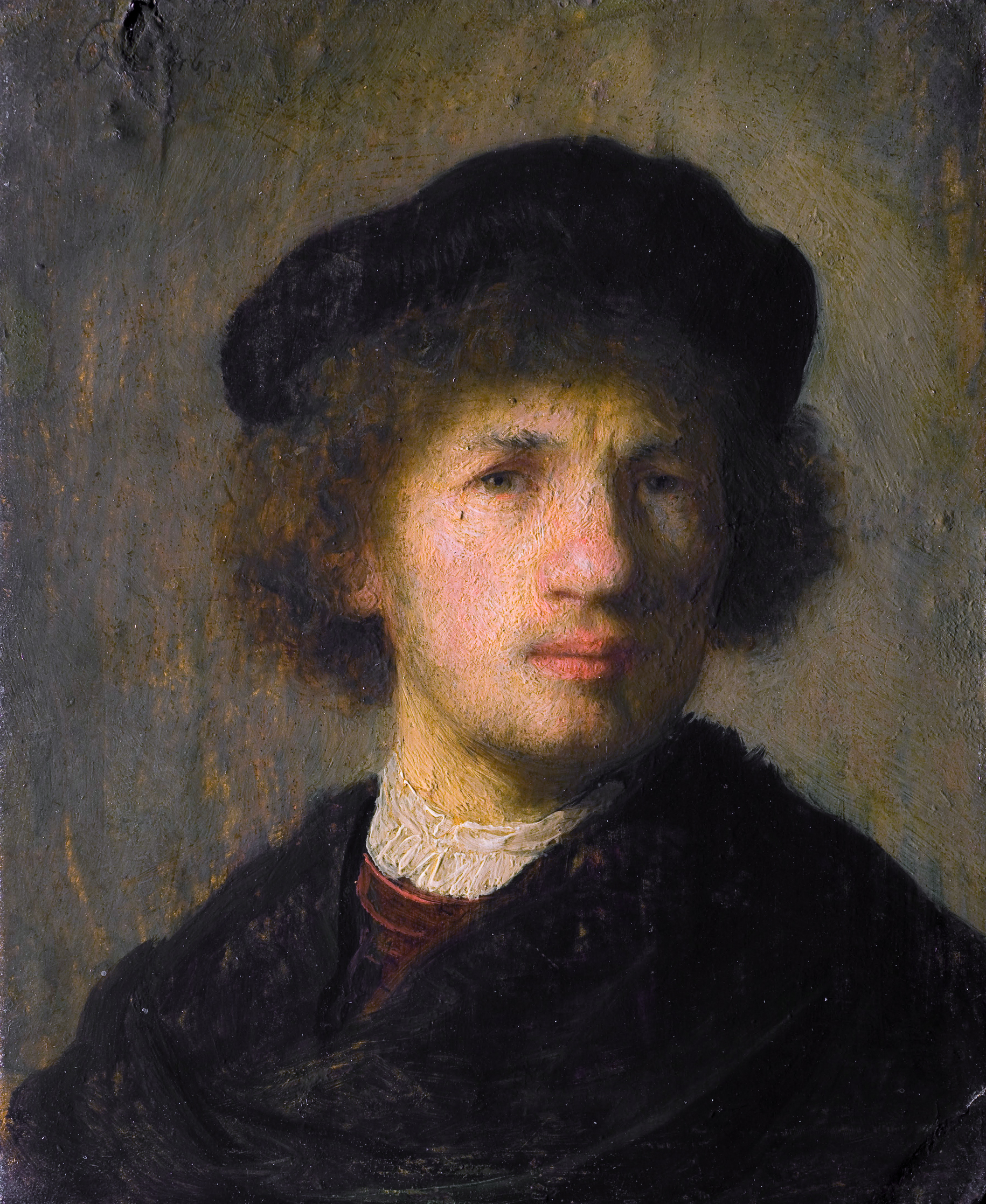
بورتريه رامبرانت, رامبرانت هرمنسزون فان راين.
Rembrandt Harmenszoon van Rijn

بالمقارنة، أنتج روبنز غزير الإنتاج سبع لوحات بورتريه ذاتية فقط. تخلق الصور الذاتية مذكرات بصرية للفنان على مدى أربعين عامًا. جرى إنتاجها طوال حياته المهنية بوتيرة ثابتة إلى حد ما، ولكن هناك تحول تدريجي بين النقوش، التي كانت أكثر عددًا حتى ثلاثينيات القرن السادس عشر، إلى اللوحات التي أصبحت أكثر شيوعًا بعد ذلك. ومع ذلك، هناك فجوة في اللوحات بين عامي 1645 و1652. يعود تاريخ النقوش الثلاثة الأخيرة إلى حوالي عام 1648، 1651، و1658، بينما كان لا يزال يرسم صورًا في عام 1669، وهو العام الذي توفي فيه عن عمر يناهز 63 عامًا.
في وقت من الأوقات، أحصيت حوالي تسعين لوحة على أنها صور شخصية لرامبرانت، ولكن من المعروف الآن أنه جعل طلابه ينسخون صوره الذاتية كجزء من تدريبهم. أدت المنح الدراسية الحديثة، وخاصة مشروع بحث رامبرانت، إلى تقليل عدد التوقيعات إلى أكثر من أربعين لوحة، بالإضافة إلى عدد قليل من الرسومات وواحد وثلاثين نقشًا، والتي تتضمن العديد من الصور الأكثر روعة للمجموعة.
غالبًا ما كانت الرسوم المنقوشة غير رسمية، وغالبًا ما كانت ترونات مرحة، ودراسات لتعبيرات الوجه المتطرفة أو صور في ما يرقى إلى اللباس التنكري؛ في العديد من الملابس هي أزياء القرن الماضي أو ما سبقه. في حالات أخرى، يسحب الوجوه على نفسه. تتبع لوحاته الزيتية التقدم من شاب غامض، من خلال رسام البورتريه الأنيق والناجح للغاية في ثلاثينيات القرن السادس عشر، إلى اللوحات المضطربة ولكن القوية للغاية في شيخوخته. يقدمون معًا صورة واضحة بشكل ملحوظ عن الرجل ومظهره وتركيبه النفسي، كما يتضح من تراسيم وجهه المتقلّبة. بالنسبة إلى كينيث كلارك، فإن رامبرانت هو «مع استثناء محتمل لفان جوخ، الفنان الوحيد الذي جعل من الصورة الذاتية وسيلة رئيسية للتعبير الفني عن الذات، وهو بالتأكيد الشخص الذي حول تصوير الذات إلى سيرة ذاتية».
في حين أن التفسير الشائع هو أن هذه الصور تمثل رحلة شخصية وروحية، فقد رُسمت أيضًا للتماشي مع المتعارف عن الصور الذاتية لفنانين بارزين. يبدو أن هواة الجمع اشتروا اللوحات

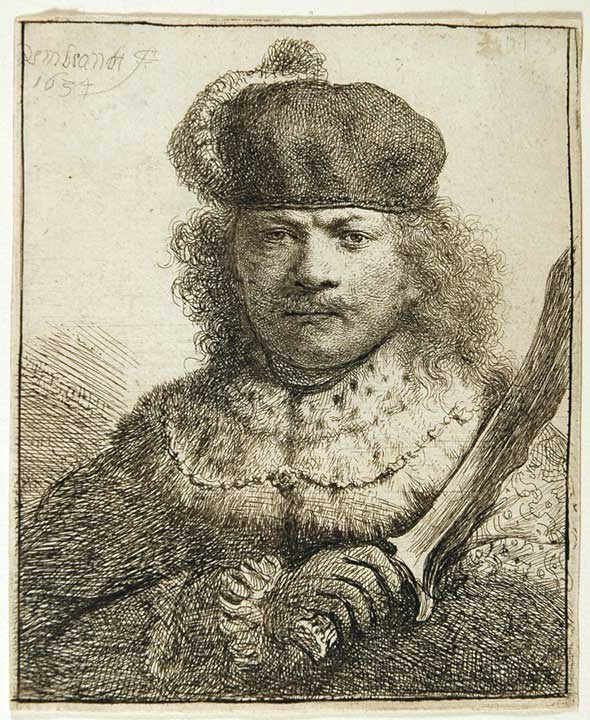
تمثيل الأدوار في الصور الذاتية.لعب رامبرانت في هذه اللوحة دور الشخص القوي حامل السيف. وكان هذا النقش عام 1634. B18

والنقوش على حد سواء، وبينما كانت بعض النقوش نادرة جدًا، طُبِع البعض الآخر بأعداد كبيرة في ذلك الوقت. لم تُدرج صور ذاتية في قائمة الجرد الشهيرة عام 1656، وبقي عدد قليل فقط من اللوحات بحيازة عائلته بعد وفاته.
رُسمت صور رامبرانت الذاتية بِنظرة الفنان الذي يرى انعكاس صورته في المرآة، وبالتالي تعكس اللوحات والرسومات ملامحه الفعلية. في النقوش، تخلق عملية الطباعة صورة معكوسة، وبالتالي تظهر المطبوعات رامبرانت في الاتجاه نفسه الذي بدا عليه للمعاصرين، هذا يُعد أحد أسباب حذف الأيدي عادة أو  «وصفها بإيجاز» في اللوحات؛ لأنها ستكون على الجانب «الخطأ» إذا رُسمت من المرآة.
أشير إلى المرايا الكبيرة في نقاط مختلفة من خمسينيات القرن السادس عشر، وتشمل الصور اللاحقة عدة صور تظهره بطول أكبر من ذي قبل؛ كان 80 سم أقصى ارتفاع ممكن من الناحية الفنية للوح مرآة في حياة رامبرانت. اشتراها أحدهم نحو عام 1652 ثم بيعت عام 1656 عندما أعلن إفلاسه. في عام 1658، طلب من ابنه تيتوس ترتيب التسليم إلى شخص آخر، وكُسِرت في طريقه إلى منزله.

## النقش
قسَّم إرنست فان دي ويترينغ 31 نقشًا إلى فئات؛ هناك «ربما أربعة فقط اعتبرها رامبرانت نفسه صورًا ذاتية»، ورسمية «بورتريهات ذاتية يَصلُح نشرها على نطاق واسع» هي B7 وB19 وB21 وB22، وتمتد بين 1631 و1648. هناك عدد (7 أو 8) مما يبدو أنهم جرى التخلي عنهم في مثل هذه المحاولات في نفس الأوقات تقريبًا، واستُخدم بعضها بعد ذلك

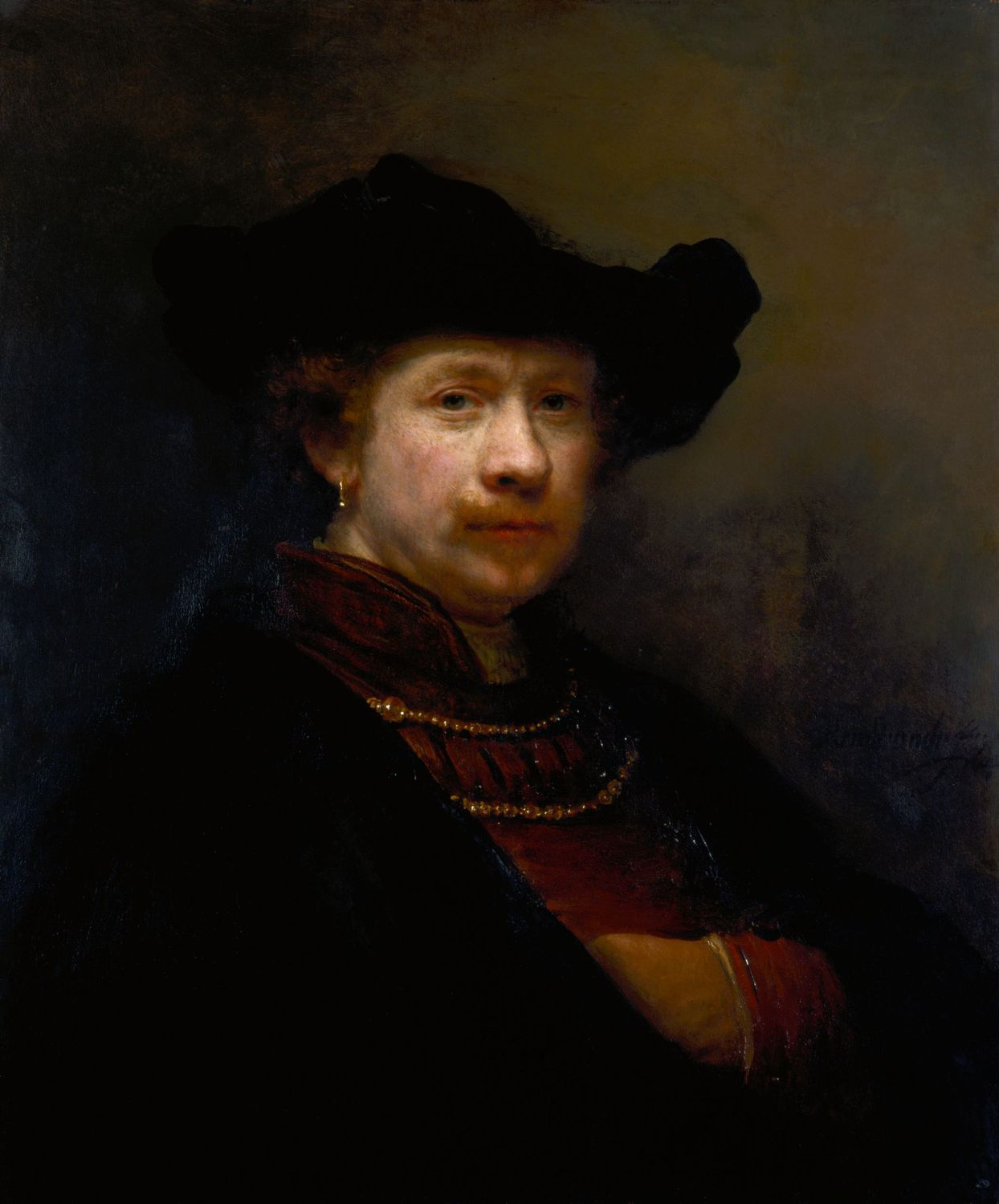
Royal Collection, 1642

كنقش «أوراق دراسة». ثم هناك 10 «دراسات مبكرة في تقنية النقش»، والأكثر ندرة، خمس «دراسات في التعبير»، يميزها عن الترونيز الثلاثة، الصور النهائية باستخدام سمات رامبرانت الخاصة في الأزياء التاريخية.
في حين أن النقوش المبكرة نادرة جدًا، تبقى العديد من اللوحات الأخرى التي ليست صورًا رسمية بأعداد كبيرة، وبالتأكيد وصلت إلى سوق هواة الجمع. ويشار إلى أن مثل هذه الجوانب من الصور المرسومة مثل الثوب التاريخي، تطرح استدعاء لصور عصر النهضة الشهيرة، وصورة مزدوجة مع ساسكيا، وصور في ملابس العمل في المرسم الخاص به، وكلها تُرى في النقوش قبل ظهورها في الصور الذاتية المرسومة. وكما هو مذكور أعلاه، لا يوجد سوى رسمان تخطيطيان بعد عام 1648، ولا توجد مكافآت مُعتبرة للصور الذاتية الرائعة المرسومة في خمسينيات وستينيات القرن السادس عشر. اعتماداً على إحصائيات كتالوج بارتش.

## الرسومات
عدد الرسومات المقبولة الآن أقل بكثير وبأشكال فردية، ولا يبدو أن أيًا منها كان بمثابة دراسات أولية لرسومات أو مطبوعات معينة. البورتريهات الأساسية، إذا كانت بالفعل من قِبل رامبرانت، فربما أُنشئ «ألبوم صداقة» لشخص آخر (ألبوم amicorum)؛ كان الاحتفاظ بهذه الأمور شائعًا في الأوساط الفنية والأدبية. الرسم بالطباشير بالأحمر لواشنطن -ربما يكون المثال الأكثر اكتمالًا- قريب من النقش B2 من نواح كثيرة؛ في كلتا الحالتين، فإن رامبرانت لديه كادينا على أحد جانبيه. نظرًا إلى أن هذه كانت «مقتصرة على الدوائر الأرستقراطية»، فقد اختُرعت على الأرجح كقطعة من الزي.